# Here is the House
Here is the House este o piesă a formației britanice Depeche Mode. Piesa a apărut pe albumul Black Celebration, în 1986.